# Carlos Márquez Delima
Carlos Eduardo Márquez Delima (* 29. Dezember 1961 in Caracas, Venezuela) ist ein venezolanischer römisch-katholischer Geistlicher und Weihbischof in Caracas.

## Leben
Carlos Márquez Delima studierte vor der Priesterausbildung Wasserwirtschaft und Fischerei am Malaspina College in British Columbia. Nach dem Studium der Philosophie und Theologie empfing er am 25. Juli 2003 das Sakrament der Priesterweihe für das Erzbistum Caracas.
Nach weiteren Studien erwarb er in Caracas Abschlüsse in Dogmatik, Pastoraltheologie und Katechese sowie das Lizenziat in Religionspädagogik. Nachdem er bereits vor der Priesterweihe als Englischlehrer am Diözesanseminar und als Diözesandirektor für die Katechese tätig gewesen war, übernahm er ab 2003 verschiedene Aufgaben in der Pfarrseelsorge. Von 2006 bis 2017 war er in der Berufungspastoral für die Spätberufenen verantwortlich. 2008 gründete er die erzbischöfliche Ausbildungsstätte für den Ständigen Diakonat, die er seither leitete. Ab 2018 war er Bischofsvikar für den Ständigen Diakonat sowie für Katechese und Erwachsenenbildung. Seit 2020 ist er Generalvikar des Erzbistums Caracas.
Papst Franziskus ernannte ihn am 23. Dezember 2021 zum Titularbischof von Cefala und zum Weihbischof im Erzbistum Caracas. Der Erzbischof von Mérida und Apostolische Administrator von Caracas, Baltazar Kardinal Porras, spendete ihm und dem mit ihm ernannten Weihbischof Lisandro Alirio Rivas Durán IMC am 12. März des folgenden Jahres die Bischofsweihe. Mitkonsekratoren waren der Erzbischof von Cumaná, Jesús González de Zárate Salas, und der Bischof von La Guaira, Raúl Biord Castillo SDB. 